# تراویس وستر
تراویس وستر (انگلیسی: Travis Wester؛ زادهٔ ۸ اکتبر ۱۹۷۷) یک کارگردان، و هنرپیشه اهل ایالات متحده آمریکا است. وی از سال ۱۹۹۶ میلادی تاکنون مشغول فعالیت بوده‌است.
از فیلم‌ها یا برنامه‌های تلویزیونی که وی در آن نقش داشته است می‌توان به سفر به اروپا، شش فوت زیر زمین، بخش فوریت‌های پزشکی، سی‌اس‌آی، استخوان‌ها و سوپرنچرال اشاره کرد.